# C. Ferdinandsen
 Carl Christian Frederik Ferdinandsen (født 18. februar 1879 i Valsølille, død 28. marts 1944 i Vangede) var en dansk botaniker og mykolog. Han var professor i plantepatologi ved Landbohøjskolen fra 1920.

## Videnskabelig karriere
Ferdinandsen blev student i 1896 på Sorø Akademi. Han var derefter huslærer i nogle år før han begyndte at studere jura ved Københavns Universitet. Han skiftede hurtig til i stedet at studere naturhistorie og blev mag.scient i 1909 med botanik som hovedfag.
Ferdinandsen arbejdede som assistent ved Botanisk Museum fra 1906 til 1916 hvor han blev ansat på Statens plantepatologiske Forsøg. Her blev han i 1919 forsøgsleder. Han fik også en doktorgrad i 1919 med afhandlingen Undersøgelser over danske Ukrudsformationer paa Mineraljorder.
Efter F. Kølpin Ravns død i 1920 efterfulgte Ferdinandsen ham som professor i plantepatologi ved Veterinær- og Landbohøjskolen. Han skrev omkring 120 afhandlinger inden for botanik, mykologi og plantepatologi. Han han skrevet flere bøger sammen Øjvind Winge om svampe, og var fra 1930 formand for Foreningen til Svampekundskabens Fremme.
Ferdinandsen var fra 1920 leder af Statens Tilsyn med Plantesygdomme statens tilsyn med plantesygdomme og har blandt andet gjort et stort arbejde med begrænse udbredelsen af kartoffelbrok.
Ferdinandsen har det botaniske autornavn Ferd. Han blev ridder af Dannebrog i 1932.

## Familie
Ferdinandsen blev født i Valsølille i 1879. Hans forældre var lærer Ludvig Valdemar Ferdinandsen 1852-1906) og Maren Laura Jespersen Hansen (1850-1907).
Han blev gift 1. april 1906 Rasmine Johansen Kok, kaldet Minna (født 1879). Minna døde i 1913. Ferdinansen giftede sig igen 10. juni 1916 med Anna Petrea Borelli Møller (1892-1958).